# Йозеф Блум
Йозеф Блум (нім. Josef Blum, 4 лютого 1898, Відень — 18 жовтня 1956, там само) — австрійський футболіст, що грав на позиції захисника. Після завершення ігрової кар'єри — футбольний тренер. Виступав за клуб «Ферст Вієнна» (Відень), а також національну збірну Австрії.
Один з учасників знаменитої «Вундертім», переможець Кубка Центральної Європи. Багаторічний капітан збірної і команди «Ферст Вієнна». У складі клубу володар Кубка Мітропи 1931, дворазовий чемпіон Австрії і дворазовий володар Кубка Австрії. Як тренер, володар Кубка Мітропи 1933 з командою «Аустрія».

## Клубна кар'єра
Є вихованцем клубу «Нусдорф», у складі якого з врахуванням юнацького і молодіжного рівнів грав у 1913—1918 роках. У 1918 році перейшов у команду «Ферст Вієнна» (Відень). Того ж сезону разом з командою став переможцем другого дивізіону і завоював путівку у вищий дивізіон. Перші два сезони після повернення «Вієнна» боролась за виживання і посідала 10-те місце у чемпіонаті (при 12-ти і 13-ти учасниках відповідно), але згодом клуб почав підніматись у турнірній таблиці. У сезоні 1921–1922 до складу клубу приєднався захисник Карл Райнер, що стане незмінним партнером Блума у захисті команди протягом його усієї подальшої клубної кар'єри. Ця ж зв'язка буде регулярно використовуватися і тренерами національної збірної Австрії. Райнер виступав на позиції правого захисника, а Блум — лівого.
Як гравець Блум був відзначався перш за все своєю швидкістю і чудовою позиційною грою. Спокійний і завбачливий, він мав хороший удар, часто виконував штрафні удари і був штатним пенальтистом. Також мав лідерські якості і незабаром став капітаном команди.
Під керівництвом тренера Йоганна Студнічки «Вієнна» у 1923 році стала четвертою у чемпіонаті, а уже за рік піднялась на срібний п'єдестал пошани, а ще за рік у 1925 році стала третьою. Провідними гравцями клубу були Роберт Сойферт, Карл Курц, Антонін Булла, Густав Чренка, Йозеф Горейс, Отто Гесс, а також молоді Фрідріх Гшвайдль і Леопольд Гофманн. Знову другою команда стала у 1926 році під керівництвом Ріхарда Кона. Також клуб двічі виходив до фіналу національного кубку у 1925 і 1926 роках, обидва рази поступаючись команді «Аматоре» (пізніше — «Аустрія») з рахунком 1:3 і 3:4 відповідно. У тому ж 1926 році головним тренером «Вієнни» став колишній нападник команди Фердинанд Фрітум, що працюватиме до 1935 року. Під його тренерським керівництвом команда почала здобувати трофеї. У 1929 році «Вієнна» стала лише сьомою у чемпіонаті, але вперше у своїй історії здобула кубок Австрії. На шляху до фіналу Блум забив три голи з пенальті в матчах 1/8, 1/4 і 1/2 фіналу. У вирішальній грі «Вієнна» перемогла «Рапід» з рахунком 3:2, завдяки голам Гібіша, Герольда і Гшвайдля. Завдяки перемозі у кубку Австрії, клуб дебютував у кубку Мітропи влітку 1929 року. В чвертьфіналі «Вієнна» перемогла чемпіона Угорщини «Хунгарію» (4:1 і 1:0), але у півфіналі поступилась чемпіону Чехословаччини «Славії» — 3:2, 2:4.
У 1930 році «Вієнна» посіла третє місце у чемпіонаті і вдруге поспіль перемогла у національному кубку. У фінальній грі команда Блума виграла з рахунком 1:0 у «Аустрії» завдяки голу Фрідріха Гшвайдля на 77-й хвилині. Як володар кубка країни 1930 року, «Вієнна» взяла участь у двох міжнародних турнірах. Спочатку клуб зіграв у Кубку Націй, міжнародному турнірі, що відбувся влітку 1930 року в Женеві, організований місцевою командою «Серветт». Участь у Кубку Націй узяли діючі чемпіони або володарі кубків своїх країн, за винятком Іспанії. «Вієнна» перемогла швейцарський «Серветт» (7:0) і німецький «Фюрт» (7:1), у півфіналі поступилась чемпіону Чехословаччини «Славії» (1:3), а у матчі за третє місце вдруге переграла «Серветт» з рахунком 5:1. В липні Блум також зіграв у кубку Мітропи, де його команда у першому раунді поступилась чехословацькій «Спарті» (1:2, 2:3).
У сезоні 1930/1931 «Вієнна» вперше у своїй історії завоювала титул чемпіона Австрії. Клуб на два очка випередив «Адміру» і на три «Рапід». У останньому турі для здобуття титулу команді потрібно було не програти в гостях «Аустрії». «Вієнна» перевиконала завдання, перемігши з рахунком 4:1, а Блум відзначився голом а 75-й хвилині гри. Загалом на рахунку капітана у тому сезоні участь в усіх 18 матчах чемпіонату, у яких він забив 4 голи. Основу «Ферст Вієнни» складали: воротар Карл Горешовський, захисники Карл Райнер і Йозеф Блум, півзахисники Леопольд Гофманн, Віллібальд Шмаус, Отто Каллер і Леонард Маху, нападники Антон Брозенбауер, Йозеф Адельбрехт, Фрідріх Гшвайдль, Густав Тегель, Леопольд Марат і Франц Ердль.
Переможно виступила команда у кубку Мітропи 1931 року. Клуб завершив змагання зі стовідсотковим показником у вигляді шести перемог у шести матчах. В чвертьфіналі «Вієнна» перемогла угорський «Бочкаї» (3:0 і 4:0). У півфінальних матчах клуб двічі переміг італійську «Рому» 3:2 і 3:1, а Блум в обох матчах відзначився забитими голами. У першому матчі він забив ударом зі штрафного, а у другому спочатку забив з пенальті на 25-й хвилині, а потім на 64-й вдруге не зумів переграти з одинадцяти метрів італійського воротаря Гвідо Мазетті уже за рахунку 3:1. У фіналі кубка зійшлися дві австрійських команди — чемпіон країни «Ферст Вієнна» і володар кубка ВАК, у складі якого виступав найсильніший австрійський воротар того часу Рудольф Гіден, а також інші австрійські зірки — Карл Сеста, Георг Браун, Гайнріх Мюллер та інші. У домашній грі «Вієнна» вирвала перемогу з рахунком 3:2 після автоголу захисника ВАКу Йоганна Бехера на 87-й хвилині гри. У матчі-відповіді команда Блума вдруге переграла суперника з рахунком 2:1 завдяки дублю у першому таймі нападника Франца Ердля.
Чемпіонат 1931/32 «Вієнна» завершила на другому місці, пропустивши вперед себе «Адміру». У кубку Мітропи клуб дістався півфіналу, де зустрічався з італійською «Болоньєю». Враховуючи те, що учасники другого півфіналу «Ювентус» (Турин) і «Славія» (Прага) були дискваліфіковані, переможець двобою між «Вієнною» і «Болоньєю» фактично ставав переможцем турніру. У першій грі в Італії господарі здобули перемогу з рахунком 2:0. У матч-відповіді у Відні нападник австрійців Франц Шенветтер відзначився голом на самому початку гри, але на більше команда не спромоглася, тому результат 1:0 на користь господарів приніс загальну перемогу італійській команді. У цьому матчі Йозеф Блум зіграв свій останній шістнадцятий матч у кубку Мітропи, у кожному з яких він був капітаном. Також на його рахунку два голи у центральноєвропейському турнірі.
У сезоні 1932/33, у якому «Ферст Вієнна» стала чемпіоном, Блум зіграв лише три матчі і розпочав тренерську діяльність.

## Виступи за збірну
1920 року дебютував в офіційних матчах у складі національної збірної Австрії у поєдинку проти збірної Угорщини. Блум зіграв у захисті в парі з досвідченим Александером Поповичем, а його команда здобула виїзну перемогу з рахунком 2:1. Вперше вивів команду на матч у ролі капітана у 1924 році проти Німеччини (3:4). А капітаном збірної на постійній основі став з 1926 року.
У 1927 році у грі проти збірної Чехословаччини (1:2) відзначився першим забитим голом за збірну. Ще два голи, але з пенальті, забив у тому ж році у ворота збірних Угорщини (6:0) і Швейцарії (4:1).
Був учасником чотирьох матчів першого розіграшу Кубка Центральної Європи, що проводився за участі збірних Австрії, Італії, Угорщини, Чехословаччини і Швейцарії у 1927–1930 роках. Австрійська збірна посіла друге місце, пропустивши вперед лише збірну Італії.
У травні 1931 року Блум був капітаном команди у знаменитих товариських поєдинках проти збірних Шотландії і Німеччини, у яких австрійці здобули розгромні перемоги з рахунком 5:0 і 6:0 відповідно. Саме після цих матчів у німецькій пресі команду наставника Гуго Майсля назвали «Вундертім» — «Диво-команда», і це прізвисько закріпилось за збірною на наступні кілька років. Блум був учасником ряду інших матчів переможної серії Вундертіму, зокрема, перемог над тією ж Німеччиною (5:0, 1931 рік), Швейцарією (8:1, 1932 рік) і Угорщиною (8:2, 1932 рік). Також виступав у визначальній грі Кубка Центральної Європи 1931—1932 проти Італії, що завершилась перемогою австрійців з рахунком 2:1 завдяки двом голам Маттіаса Сінделара. Після цього матчу австрійці вийшли на перше місце, яке у підсумку й зуміли зберегти до завершення змагань. Серед провідних виконавців Вундертіму у 1931—1932 років варто відзначити Руді Гідена, Йозефа Смістика, Антона Шалля, Адольфа Фогля, Карла Цишека, Фрідріха Гшвайдля і головну зірку Маттіаса Сінделара.
Загалом у 1920—1932 роках Йозеф Блум зіграв у складі національної команди 51 матч, у яких забив 3 голи, у 27 поєдинках був капітаном команди. Найчастіше його партнером по лінії захисту збірної був одноклубник Карл Райнер. Неодноразово Блум грав у парі з Антоном Яндою, Романом Шрамзайсом та іншими гравцями. Його результат у 51 зіграний матч за збірну Австрії на той час був рекордним. Його побив Ернст Оцвірк через 22 роки у листопаді 1954 року.
Також Йозеф грав у кількох матчах збірної, що не входять до офіційного реєстру. Так у 1920 році він у складі команди Австрія-В був учасником поєдинку проти збірної Німецької Богемії, що завершився перемогою команди Блума з рахунком 2:1. А у 1927 році виступав у двох матчах, що проходили під вивіскою Вибір Австрії — Вибір Чехословаччини, і обидва завершились внічию 1:1. 4 матчі у 1920—1922 роках зіграв у збірній команді, що називалась Нижня Австрія.
Крім того, Блум регулярно грав у складі збірної Відня. Враховуючи те, що всі найсильніші австрійські футболісти виступали у віденських клубах, збірна Відня була фактично тією ж збірною Австрії, тільки з більш розширеним списком гравців. І тренував команду той самий наставник — знаменитий Гуго Майсль. Дебютував у 1921 році у грі проти збірної Стокгольма (2:1). Також грав у таких міжнародних поєдинках: Гельсінкі (5:2, 1921), Прага (4:6, 1922), Південна Німеччина (4:2, 1923), Гельсінборг (4:2, 1923), Прага (2:1, 1923), Прага (3:4, квітень 1926, команда називалась Вибір Відня), Прага (3:2, червень 1926), Париж (3:0, 1928), Мальме (2:2, 1928), Південна Німеччина (3:0, 1930), Париж (5:1, 1932), «Червоні Дияволи» (Бельгія) (1:0, 1932), Південна Німеччина (3:3, 1932).

## Кар'єра тренера

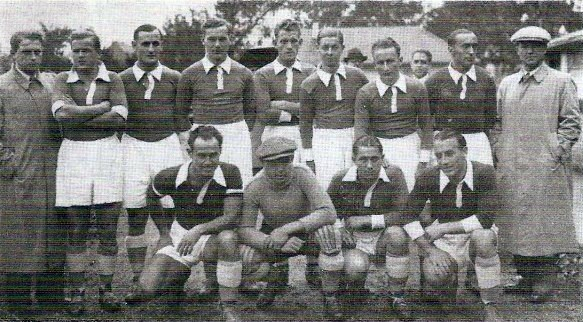
Йозеф Блум (крайній справа) тренер клубу «Страсбур», 1936/37

У 1933 році розпочав тренерську кар'єру в клубі «Аустрія» (Відень). Разом з Робертом Лангом керував командою у матчах Кубка Мітропи 1933 року. На шляху до фіналу «Аустрія» перемогла за сумою двох матчів празьку «Спарту» (1:3, 3:0) і туринський «Ювентус» (3:0, 1:1). У фіналі суперником австрійців був ще один італійський клуб «Амброзіана-Інтер», у складі якого виступав знаменитий нападник Джузеппе Меацца. У першій грі в Мілані господарі перемогли з рахунком 2:1. У матчі-відповіді у Відні перемогу святкували підопічні Блума з рахунком 3:1. Хет-трик у цьому матчі зробив лідер «Аустрії» Маттіас Сінделар.
В «Аустрії» Блум працював у сезоні 1933/34 і у першій частині сезону 1934/35. Керував командою у матчах Кубка Мітропи 1934, де його клуб поступився угорському «Уйпешту» (1:2, 1:2).
З червня 1935 року по червень 1938 року тренував французький клуб «Страсбур». У чемпіонаті Франції клуб під керівництвом Блума посів третє місце у 1936 році, а у двох наступних чемпіонатах був шостим і п'ятим відповідно. Найвищим успіхом у кубку став вихід у фінал турніру в 1937 році, у якому «Стразбур» поступився з рахунком 1:2 «Сошо».
Більшість джерел вказують, що у період з 1938 по 1945 рік Блум був тренером у команді «Ферст Вієнна». В цей же період у клубі граючим тренером був Фрідріх Гшвайдль. У більшості протоколів матчів цього періоду як головний тренер фігурує саме Гшвайдль. Хоча в окремих поєдинках зустрічається і Блум. Зокрема, у матчах Альпійського кубка 1941 року, виграного «Вієнною». Цей турнір проводився двічі в 1941 і 1942 роках між клубами з Австрії та Баварії під час Другої світової війни, коли Австрія входила до складу Німеччини. За регламентом змагань команди-учасниці з кожної країни грали лише проти представників іншої країни, але не між собою. «Ферст Вієнна» перемогла в усіх п'яти матчах і отримала перемогу у турнірі 1941 року.
Після війни Блум також працював у австрійських командах «Вінер Шпорт-Клуб» і «Капфенберг».
Помер у 1956 році на 60-му році життя від інсульту.
| Дата       | Місто           | Господарі      | Результат | Гості          | Турнір                             | Голи | Примітки        |
| ---------- | --------------- | -------------- | --------- | -------------- | ---------------------------------- | ---- | --------------- |
| 07/11/1920 | Будапешт        | Угорщина       | 1 – 2     | Австрія        | товариський матч                   | -    |                 |
| 26/03/1921 | Відень          | Австрія        | 2 – 2     | Швеція         | товариський матч                   | -    |                 |
| 01/05/1921 | Санкт-Галлен    | Швейцарія      | 2 – 2     | Австрія        | товариський матч                   | -    |                 |
| 05/05/1921 | Дрезден         | Німеччина      | 3 – 3     | Австрія        | товариський матч                   | -    |                 |
| 24/07/1921 | Стокгольм       | Швеція         | 1 – 3     | Австрія        | товариський матч                   | -    |                 |
| 31/07/1921 | Гельсінкі       | Фінляндія      | 2 – 3     | Австрія        | товариський матч                   | -    |                 |
| 15/01/1922 | Мілан           | Італія         | 3 – 3     | Австрія        | товариський матч                   | -    |                 |
| 23/04/1922 | Відень          | Австрія        | 0 – 2     | Німеччина      | товариський матч                   | -    |                 |
| 30/04/1922 | Будапешт        | Угорщина       | 1 – 1     | Австрія        | товариський матч                   | -    |                 |
| 11/06/1922 | Відень          | Австрія        | 7 – 1     | Швейцарія      | товариський матч                   | -    |                 |
| 24/09/1922 | Відень          | Австрія        | 2 – 2     | Угорщина       | товариський матч                   | -    |                 |
| 26/11/1922 | Будапешт        | Угорщина       | 1 – 2     | Австрія        | товариський матч                   | -    |                 |
| 21/01/1923 | Женева          | Швейцарія      | 2 – 0     | Австрія        | товариський матч                   | -    |                 |
| 15/04/1923 | Відень          | Австрія        | 0 – 0     | Італія         | товариський матч                   | -    |                 |
| 06/05/1923 | Відень          | Австрія        | 1 – 0     | Угорщина       | товариський матч                   | -    |                 |
| 10/06/1923 | Стокгольм       | Швеція         | 4 – 2     | Австрія        | товариський матч                   | -    |                 |
| 15/08/1923 | Відень          | Австрія        | 2 – 1     | Фінляндія      | товариський матч                   | -    |                 |
| 13/01/1924 | Нюрнберг        | Німеччина      | 4 – 3     | Австрія        | товариський матч                   | -    | Капітан команди |
| 20/01/1924 | Генуя           | Італія         | 0 – 4     | Австрія        | товариський матч                   | -    |                 |
| 14/09/1924 | Відень          | Австрія        | 2 – 1     | Угорщина       | товариський матч                   | -    |                 |
| 22/03/1925 | Відень          | Австрія        | 2 – 0     | Швейцарія      | товариський матч                   | -    |                 |
| 19/04/1925 | Париж           | Франція        | 0 – 4     | Австрія        | товариський матч                   | -    |                 |
| 05/05/1925 | Відень          | Австрія        | 3 – 1     | Угорщина       | товариський матч                   | -    | Капітан команди |
| 24/05/1925 | Прага           | Чехословаччина | 3 – 1     | Австрія        | товариський матч                   | -    |                 |
| 13/12/1925 | Серен (Бельгія) | Бельгія        | 3 – 4     | Австрія        | товариський матч                   | -    |                 |
| 14/03/1926 | Відень          | Австрія        | 2 – 0     | Чехословаччина | товариський матч                   | -    |                 |
| 02/05/1926 | Будапешт        | Угорщина       | 0 – 3     | Австрія        | товариський матч                   | -    | Капітан команди |
| 30/05/1926 | Відень          | Австрія        | 4 – 1     | Франція        | товариський матч                   | -    | Капітан команди |
| 28/09/1926 | Прага           | Чехословаччина | 1 – 2     | Австрія        | товариський матч                   | -    | Капітан команди |
| 10/10/1926 | Відень          | Австрія        | 7 – 1     | Швейцарія      | товариський матч                   | -    | Капітан команди |
| 07/11/1926 | Відень          | Австрія        | 3 – 1     | Швеція         | товариський матч                   | -    | Капітан команди |
| 20/03/1927 | Відень          | Австрія        | 1 – 2     | Чехословаччина | товариський матч                   | 1    | Капітан команди |
| 10/04/1927 | Відень          | Австрія        | 6 – 0     | Угорщина       | товариський матч                   | 1    | Капітан команди |
| 22/05/1927 | Відень          | Австрія        | 4 – 1     | Бельгія        | товариський матч                   | -    | Капітан команди |
| 29/05/1927 | Цюріх           | Швейцарія      | 1 – 4     | Австрія        | товариський матч                   | 1    | Капітан команди |
| 18/09/1927 | Прага           | Чехословаччина | 2 – 0     | Австрія        | Кубок Центральної Європи 1927—1930 | -    | Капітан команди |
| 25/09/1927 | Будапешт        | Угорщина       | 5 – 3     | Австрія        | Кубок Центральної Європи 1927—1930 | -    | Капітан команди |
| 06/11/1927 | Болонья         | Італія         | 0 – 1     | Австрія        | Кубок Центральної Європи 1927—1930 | -    | Капітан команди |
| 08/01/1928 | Брюссель        | Бельгія        | 1 – 2     | Австрія        | товариський матч                   | -    | Капітан команди |
| 01/04/1928 | Відень          | Австрія        | 0 – 1     | Чехословаччина | Кубок Центральної Європи 1927—1930 | -    | Капітан команди |
| 29/07/1928 | Стокгольм       | Швеція         | 2 – 3     | Австрія        | товариський матч                   | -    | Капітан команди |
| 15/09/1929 | Відень          | Австрія        | 2 – 1     | Чехословаччина | товариський матч                   | -    | Капітан команди |
| 12/04/1931 | Відень          | Австрія        | 2 – 1     | Чехословаччина | Кубок Центральної Європи 1931—1932 | -    | Капітан команди |
| 03/05/1931 | Відень          | Австрія        | 0 – 0     | Угорщина       | Кубок Центральної Європи 1931—1932 | -    | Капітан команди |
| 16/05/1931 | Відень          | Австрія        | 5 – 0     | Шотландія      | товариський матч                   | -    | Капітан команди |
| 24/05/1931 | Берлін          | Німеччина      | 0 – 6     | Австрія        | товариський матч                   | -    | Капітан команди |
| 13/09/1931 | Відень          | Австрія        | 5 – 0     | Німеччина      | товариський матч                   | -    | Капітан команди |
| 04/10/1931 | Будапешт        | Угорщина       | 2 – 2     | Австрія        | Кубок Центральної Європи 1931—1932 | -    | Капітан команди |
| 29/11/1931 | Базель          | Швейцарія      | 1 – 8     | Австрія        | Кубок Центральної Європи 1931—1932 | -    | Капітан команди |
| 20/03/1932 | Відень          | Австрія        | 2 – 1     | Італія         | Кубок Центральної Європи 1931—1932 | -    | Капітан команди |
| 24/04/1932 | Відень          | Австрія        | 8 – 2     | Угорщина       | товариський матч                   | -    | Капітан команди |
| Усього     |                 | Матчів         | 51        |                | Голів                              | 3    |                 |

### Статистика виступів у кубку Мітропи
| №                      | Розіграш               | Стадія                 | Дата та місце проведення | Команда 1              | Рахунок | Команда 2           | Голи та інші дії |
| ---------------------- | ---------------------- | ---------------------- | ------------------------ | ---------------------- | ------- | ------------------- | ---------------- |
| 1                      | 1929                   | 1/4                    | 23.06.1929 Будапешт      | Хунгарія (Будапешт)    | 1:4     | Ферст Вієнна        | Капітан команди  |
| 2                      | 1929                   | 1/4                    | 07.07.1929 Відень        | Ферст Вієнна           | 1:0     | Хунгарія (Будапешт) | Капітан команди  |
| 3                      | 1929                   | 1/2                    | 18.08.1929 Відень        | Ферст Вієнна           | 3:2     | Славія (Прага)      | Капітан команди  |
| 4                      | 1929                   | 1/2                    | 28.08.1929 Прага         | Славія (Прага)         | 4:2     | Ферст Вієнна        | Капітан команди  |
| 5                      | 1930                   | 1/4                    | 12.07.1930 Прага         | Спарта (Прага)         | 2:1     | Ферст Вієнна        | Капітан команди  |
| 6                      | 1930                   | 1/4                    | 19.07.1930 Відень        | Ферст Вієнна           | 2:3     | Спарта (Прага)      | Капітан команди  |
| 7                      | 1931                   | 1/4                    | 27.06.1931 Відень        | Ферст Вієнна           | 3:0     | Бочкаї (Дебрецен)   | Капітан команди  |
| 8                      | 1931                   | 1/4                    | 5.07.1931 Будапешт       | Бочкаї (Дебрецен)      | 0:4     | Ферст Вієнна        | Капітан команди  |
| 9                      | 1931                   | 1/2                    | 20.09.1931 Рим           | Рома (Рим)             | 2:3     | Ферст Вієнна        | 36'              |
| 10                     | 1931                   | 1/2                    | 24.09.1931 Відень        | Ферст Вієнна           | 3:1     | Рома (Рим)          | 25' (пен.) 64'   |
| 11                     | 1931                   | фінал                  | 8.11.1931 Цюрих          | Ферст Вієнна           | 3:2     | ВАК                 | Капітан команди  |
| 12                     | 1931                   | фінал                  | 12.11.1931 Відень        | ВАК                    | 1:2     | Ферст Вієнна        | Капітан команди  |
| 13                     | 1932                   | 1/4                    | 25.06.1932 Відень        | Ферст Вієнна           | 5:3     | Уйпешт (Будапешт)   | Капітан команди  |
| 14                     | 1932                   | 1/4                    | 29.06.1932 Будапешт      | Уйпешт (Будапешт)      | 1:1     | Ферст Вієнна        | Капітан команди  |
| 15                     | 1932                   | 1/2                    | 10.07.1932 Болонья       | Болонья                | 2:0     | Ферст Вієнна        | Капітан команди  |
| 16                     | 1932                   | 1/2                    | 17.07.1932 Відень        | Ферст Вієнна           | 1:0     | Болонья             | Капітан команди  |
| Всього у кубку Мітропи | Всього у кубку Мітропи | Всього у кубку Мітропи | Всього у кубку Мітропи   | Всього у кубку Мітропи | 16      |                     | 2                |

### Статистика виступів за збірну Відня
| №  | Дата       | Місце проведення | Команда 1                 | Рахунок | Команда 2              | Голи |
| -- | ---------- | ---------------- | ------------------------- | ------- | ---------------------- | ---- |
| 1  | 30.08.1920 | Відень           | Нижня Австрія             | 5:2     | Південна Німеччина     |      |
| 2  | 26.09.1920 | Тепліце          | Німецька Богемія          | 1:2     | Австрія-В              |      |
| 3  | 08.05.1921 | Відень           | Південна Німеччина        | 3:2     | Нижня Австрія          |      |
| 4  | 27.07.1921 | Стокгольм        | Стокгольм (Швеція)        | 1:2     | Відень (Австрія)       |      |
| 5  | 02.08.1921 | Гельсінкі        | Гельсінкі (Фінляндія)     | 2:5     | Відень (Австрія)       |      |
| 6  | 04.09.1921 | Відень           | Нижня Австрія             | 2:0     | Південна Німеччина     |      |
| 7  | 26.02.1922 | Відень           | Південна Німеччина        | 2:0     | Нижня Австрія          |      |
| 8  | 10.12.1922 | Прага            | Прага (Чехословаччина)    | 6:4     | Відень (Австрія)       |      |
| 9  | 18.03.1923 | Відень           | Відень (Австрія)          | 4:2     | Південна Німеччина     |      |
| 10 | 13.06.1923 | Гельсінгборг     | Гельсінгборг (Швеція)     | 2:4     | Відень (Австрія)       |      |
| 11 | 19.08.1923 | Відень           | Відень (Австрія)          | 2:1     | Прага (Чехословаччина) |      |
| 12 | 21.04.1926 | Відень           | Вибір Відня               | 3:4     | Вибір Праги            |      |
| 13 | 08.09.1926 | Відень           | Відень (Австрія)          | 3:2     | Прага (Чехословаччина) |      |
| 14 | 03.04.1927 | Відень           | Вибір Відня               | 3:1     | «Пеньяроль»            |      |
| 15 | 06.04.1927 | Прага            | Вибір Чехословаччини      | 1:1     | Вибір Австрії          |      |
| 16 | 16.06.1927 | Відень           | Вибір Австрії             | 1:1     | Вибір Чехословаччини   |      |
| 17 | 15.01.1928 | Париж            | Париж (Франція)           | 0:3     | Відень (Австрія)       |      |
| 18 | 02.08.1928 | Мальме           | Мальме (Швеція)           | 2:2     | Відень (Австрія)       |      |
| 19 | 13.04.1930 | Відень           | Відень (Австрія)          | 3:0     | Південна Німеччина     |      |
| 20 | 24.01.1932 | Париж            | Париж (Франція)           | 1:5     | Відень (Австрія)       |      |
| 21 | 27.01.1932 | Брюссель         | Червоні Дияволи (Бельгія) | 0:1     | Вибір Відня            |      |
| 22 | 22.05.1932 | Мюнхен           | Південна Німеччина        | 3:3     | Відень (Австрія)       |      |

## Титули і досягнення

### Як гравця
- Володар Кубка Мітропи (1):

«Вієнна» (Відень): 1931
- Чемпіон Австрії (2):

«Вієнна» (Відень): 1930–1931, 1932–1933
- Срібний призер чемпіонату Австрії (3):

«Вієнна» (Відень):1924, 1926, 1932
- Бронзовий призер чемпіонату Австрії (3):

«Вієнна» (Відень): 1925, 1928, 1930
- Володар Кубка Австрії (2):

«Вієнна» (Відень): 1929, 1930
- Фіналіст Кубка Австрії (2):

«Вієнна» (Відень): 1925, 1926
- Третє місце Кубка Націй (1):

«Вієнна» (Відень): 1930
- Переможець другого дивізіону чемпіонату Австрії (1):

«Вієнна» (Відень): 1919
- Переможець Кубка Центральної Європи (1):

Австрія: 1931–1932
- 2-е місце Кубка Центральної Європи (1):

Австрія: 1927–1930

### Як тренера
- Володар Кубка Мітропи (1):

«Аустрія» (Відень): 1933
- Володар Альпійського кубка (1):

«Вієнна» (Відень): 1941
- Фіналіст Кубка Франції (1):

«Страсбур»: 1937